# ミハウ・ラジヴィウ・ルディ

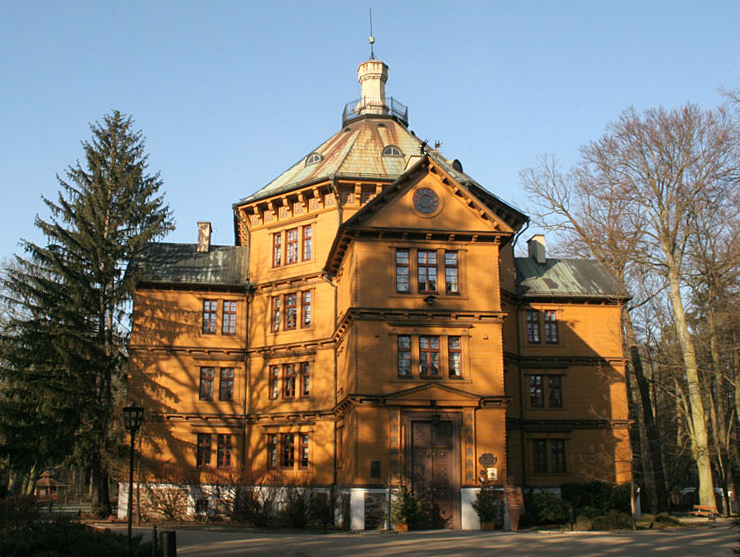
アントニンの狩猟用城館

ミハウ・ラジヴィウ（Michał Władysław Karol Jan Alojzy Wilhelm Edmund Robert Radziwiłł, 1870年2月8日 - 1955年10月6日）は、ポーランドの貴族、外交官。ラジヴィウ家の公（侯爵（Fürst）/公爵（książę））。プシゴジツェの第4代オルディナト。

## 生涯
フェルディナント・ラジヴィウ公とその妻のペラギア・サピェジナ公女（1844年 - 1929年）の間の長男として、ドイツ帝国の首都ベルリンに生まれた。帝政ロシアの外務省に入り、パリのロシア大使館に勤務した。語学に堪能で、8カ国語を自由に操ったといわれる。またドイツ軍の陸軍中佐およびイギリス軍の陸軍少佐の地位をも有した。マルタ騎士団の騎士にも叙任されていた。
1917年のロシア革命に伴って外交官の職を失い、1926年にポーランド共和国の市民権を取得した。ミハウは「ルディ（Rudy）」という愛称で呼ばれたが、これは彼の赤毛に由来するものであった。彼は田舎のアントニン（ヴィエルコポルスカ県オストルフ・ヴィエルコポルスキ郡）の狩猟用城館に隠棲したが、その豪奢で乱れた生活ぶりから「アントニンのマハラジャ（antonińskiego maharadży）」と呼ばれるようになった。
ミハウは奇行や破天荒な振る舞いで有名な人物で、彼の行状は戦間期のポーランドの新聞にたびたびゴシップを提供した。ミハウはアントニン城の礼拝堂に埋葬されている先祖数人を埋葬場所から掘り出そうとする騒ぎを起こし、礼拝堂は閉鎖された。数多くの女性と不倫を重ねたり、あるときは最初の妻を走行中の自動車から蹴り落とす事件を起こした。
彼は親族たちから落伍者、反逆児あるいはサイコパスだと見なされていた。ミハウは父がオルィカの世襲領を弟のヤヌシュに相続させるつもりだと知ると、父を告訴してオルィカの所領の相続権を主張し、結果として家族と疎遠になった。プシゴジツェの世襲領およびアントニン城は相続できたものの、ミハウは自身の散財のせいで常に破産寸前であった。
ミハウは生涯に3度結婚した。1898年にギリシャ人貴族の娘マリア・ド・ベナルダキ（1874年 - 1949年）と最初の結婚をし、1男1女に恵まれた。しかし夫妻は子供たちをどちらの宗派（ミハウはカトリック信徒、マリアは正教徒だった）で育てるかで仲違いし、1915年に離婚した。翌1916年、ミハウはスペイン貴族のサンタ・スサナ侯爵未亡人マリア・エンリケータ・マルティネス・デ・メディニラ（1866年 - 1947年）と再婚した。1929年には彼女とも離婚しようとしたが、実務上の問題から離婚には踏み切らず、別居を選択した。1938年には裕福な未亡人ハリエット・ステュワート・ドーソン（1881年 - 1945年、オーストラリア人の富豪デイヴィッド・ステュワート・ドーソン（David Stewart Dawson）の妻）と3度目の結婚式を挙げるが、これは2番目の妻との離婚が成立していないため、重婚事件として取り沙汰された。
1939年のドイツ軍によるポーランド侵攻の際、ミハウはナチス・ドイツの占領者たちの歓心を買うため、アドルフ・ヒトラー総統にアントニン城を献上しようとした。侵攻時、ミハウは自らをドイツ人だと名乗り、侵略者たちを「解放者」と呼んで歓迎した。しかしドイツ当局はミハウを信用せず、彼は自宅軟禁を命じられた。翌1940年、ミハウはフランスに出国することを許され、南仏のリヴィエラで数カ月を過ごした。その後、第二次世界大戦が終結するまで、ミハウはベルリンやスイスに住む親戚の屋敷を転々としながら暮らした。
戦後、ミハウは2番目の妻の所領のあるカナリア諸島のテネリフェ島に移り、貧しく孤独な余生を送った。